# Римські мури Луго
Римські мури Луго (ісп. і гал. Muralla Romana de Lugo) були збудовані у третьому ст. н. е. і збереглися до сучасності значною мірою цілими. Вони простягаються на 2 кілометри довкола історичного центру міста Луго у Галісії, Іспанія. Ці захисні споруди були включені до Світової спадщини ЮНЕСКО у 2000 році як «найкращий зразок укріплень пізньої Римської імперії у Західній Європі.» Мури також є національною культурною пам'яткою Іспанії (Bien de Interés Cultural) з 1921 року. У 2007 році мури «побраталися» з Великим китайським муром під час церемонії у присутності тодішнього посла Китаю у Іспанії, Цзю Ксяцзі (Qiu Xiaoqi).

## Опис
Оборонні мури були збудовані між 263 та 276 роками н. е. для захисту давньоримського міста Лукус Аугусті (сучасне Луго) від місцевих племен та германських загарбників. Мури були частиною комплексу укріплень, які також включали рів та інтерваллум (пустий простір між мурами та містом). Загальна довжина мурів складає бл. 2 120 м. Вони оточують територію у 34,4 га. Не все місто було оточено мурами: значна ділянка південносхідної частини міста лишалась незахищеною, але в інших місцях мури захищали невикористовувані ділянки.
Ширина мурів становить 4,2 метри, а висота змінюється від 8 до 12 м. Мури складаються з зовнішньої  та внутрішньої кам'яної стіни та міжстінового простору, заповненого сумішшю землі з гравієм, дрібним камінням та камінням зі старих зруйнованих будівель, зцементованою водою.
У мурі налічується 10 брам: 5 з давньоримських часів, а 5 — додані після 1853 року для зручності  зростаючого населення міста. З 5 оригінальних брам, найкраще збереглися Порта Фальса та Порта Мінья, остання з яких досі має оригінальну склепінчасту арку між двома вежами. Поверху мурів покладена доріжка, яка дозволяє пройти по їх периметру. На прогулянку по парапету мурів можна потрапити по п'яти зовнішніх сходах та одній рампі. На мурах ряд подвійних сходів надають можливість доступу з парапету до веж.
З початкових веж збереглися 49, а ще 39 — збереглися частково. Вежі мають два поверхи та переважно напівкруглі, деколи прямокутні. Вони були збудовані вздовж мурів з нерегулярними інтервалами — відстань між ними  змінюється від 5,35 м до 12,80 м. Для будівництва веж були використані різні матеріали  — часто низ складається з облицьованого граніту, а решта — зі сланцю.
У Середньовіччі, паломники проходили через брами римських мурів Луго, особливо через Порта Мінья, на шляху до Сантьяго-де-Компостела.
У місті є туристичний центр, присвячений мурам, — «Centro de Interpretación de la Muralla», а з часу включення до Світової спадщини ЮНЕСКО у 2000 році, у Луго щорічно проходить фестиваль «Arde Lucus» на відзначення давньоримського минулого міста.

## Галерея

Мапа мурів з розташуванням 10 брам
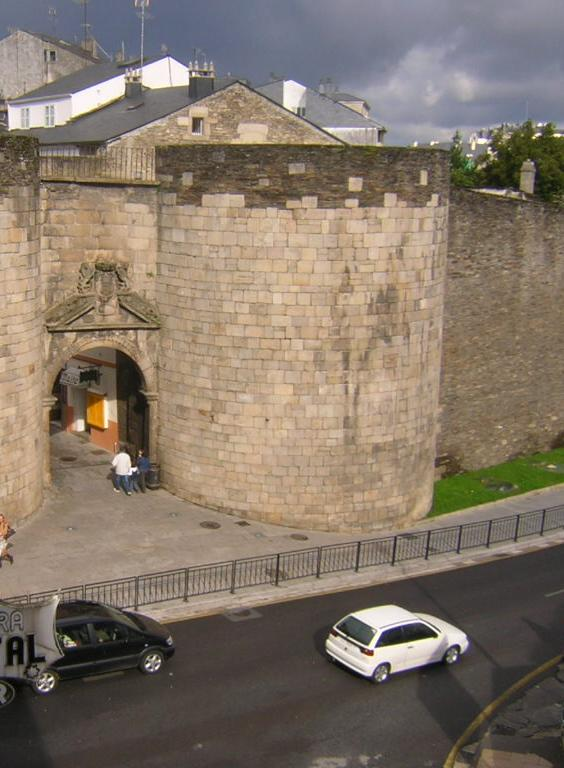
Порта де Сан Педро, одна з 5 римських брам
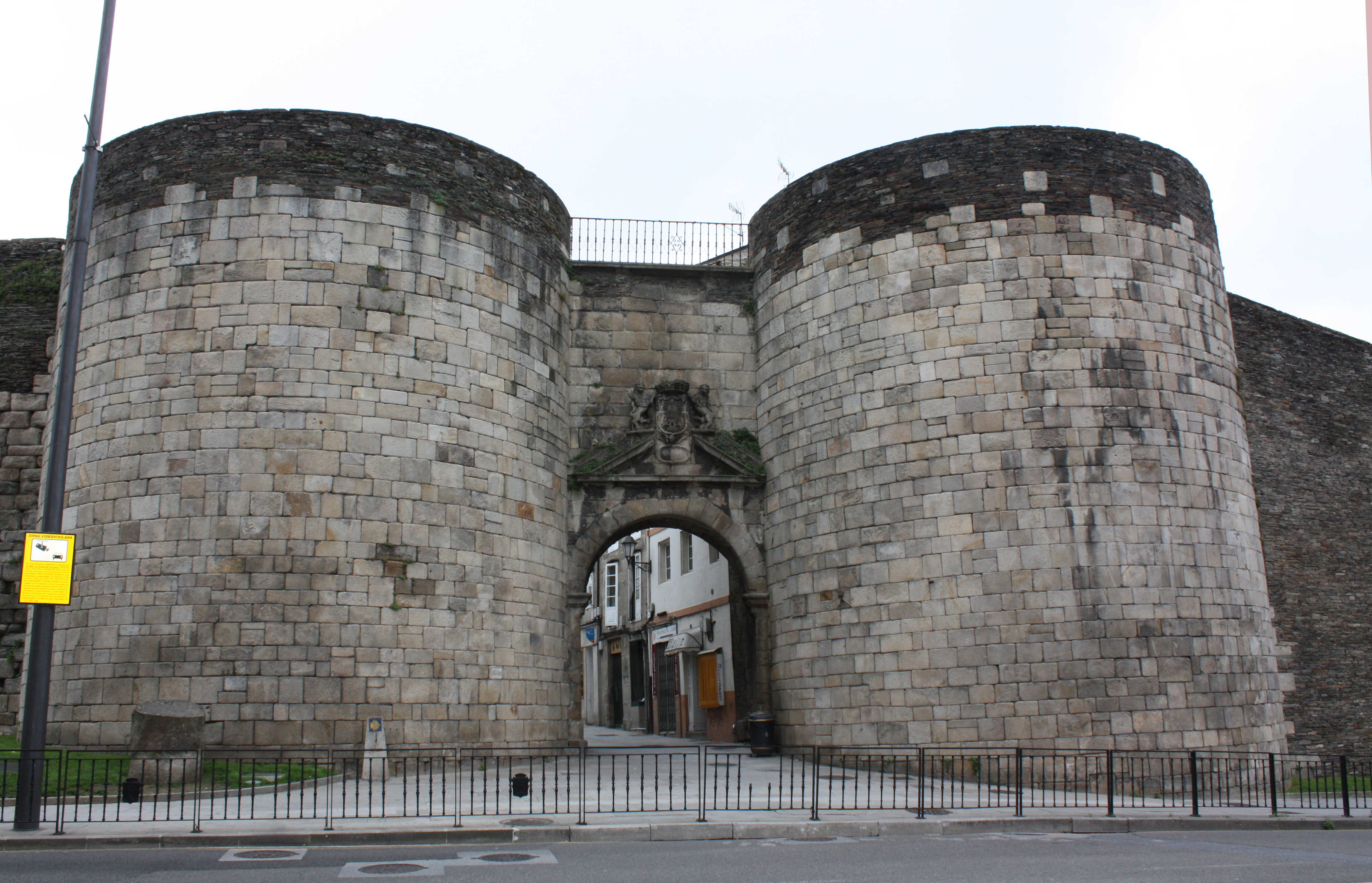
Порта де Сан Педро (Ворота Сан-Педро)
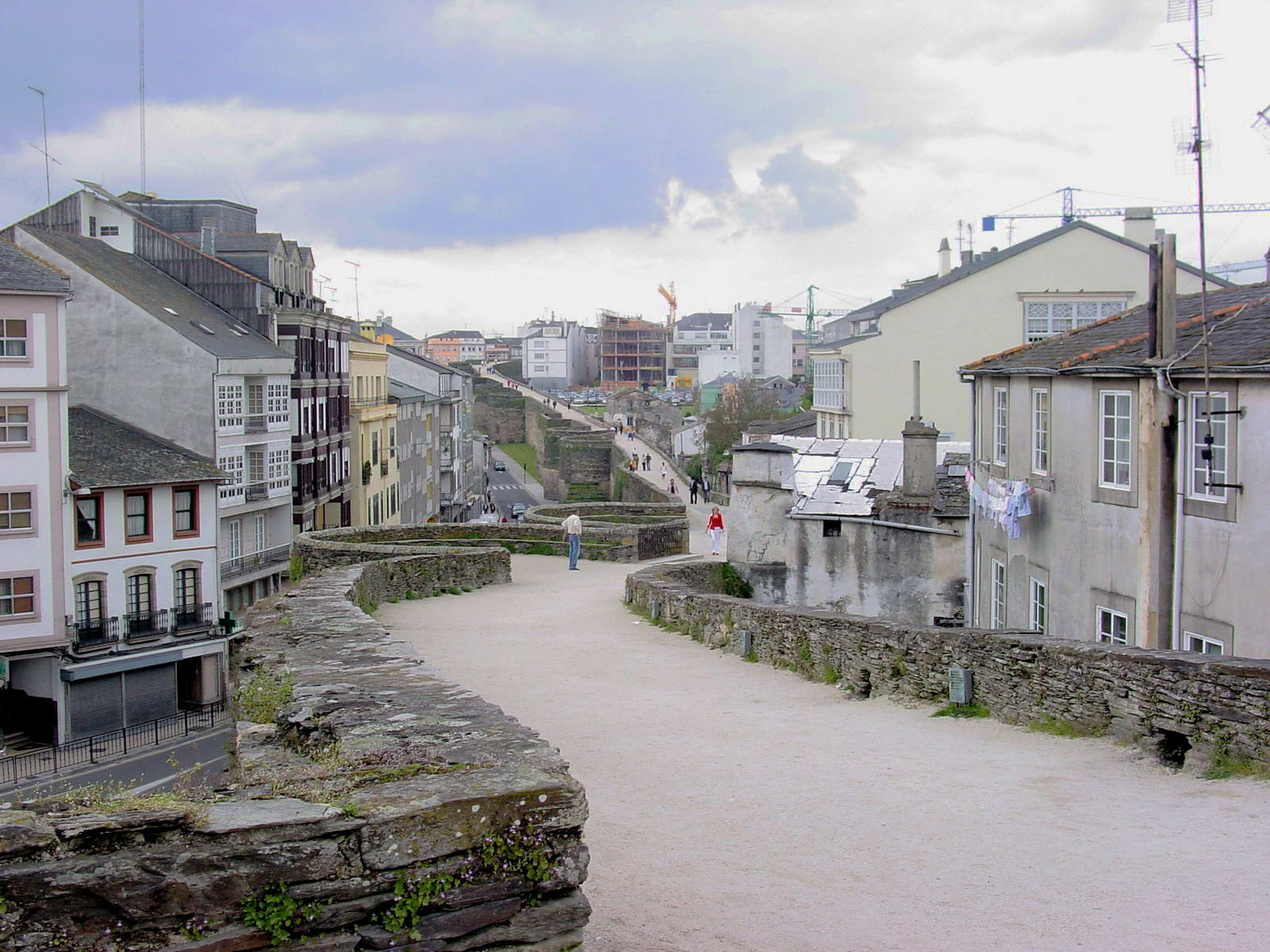
Доріжка на парапеті
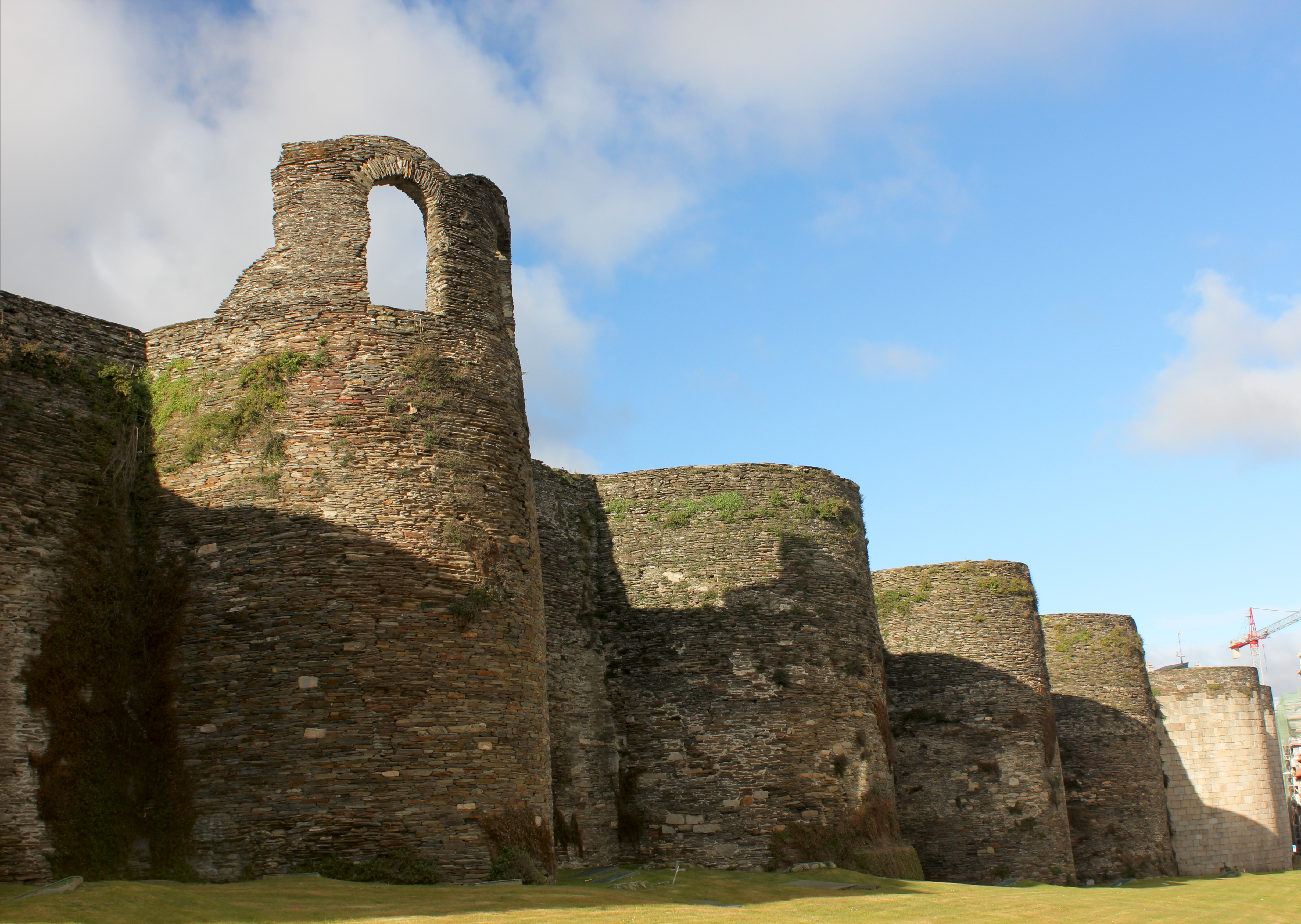
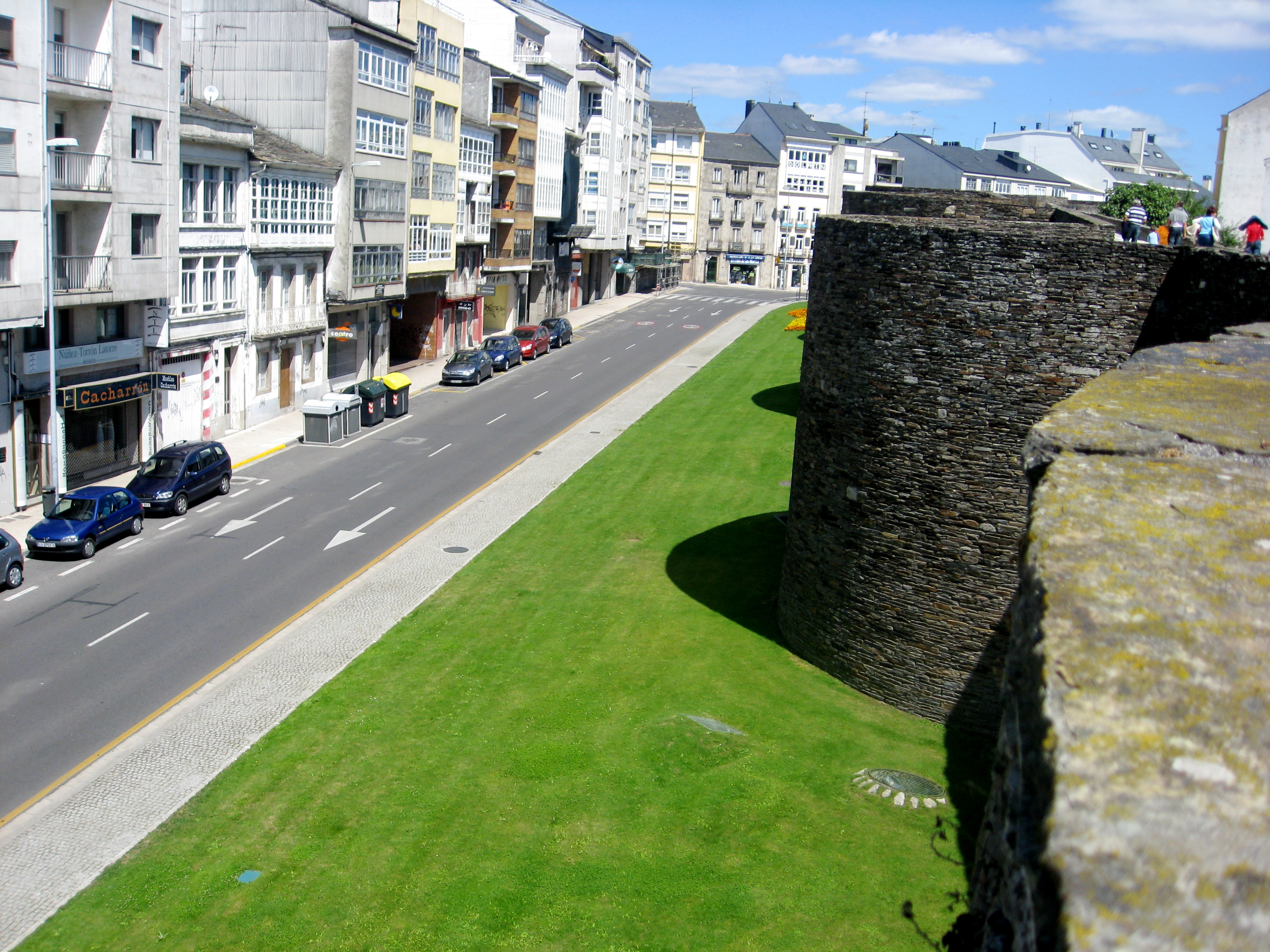
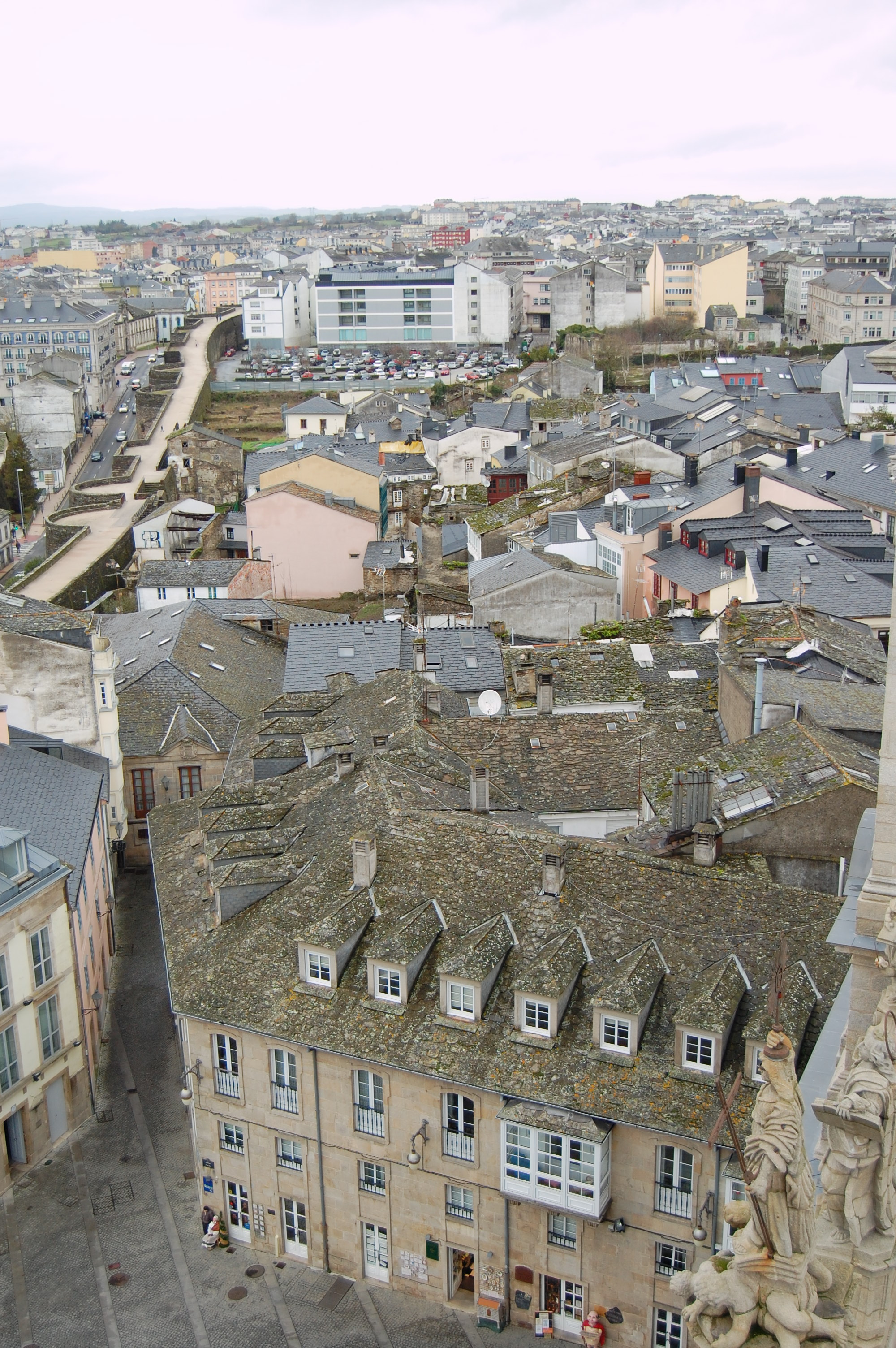
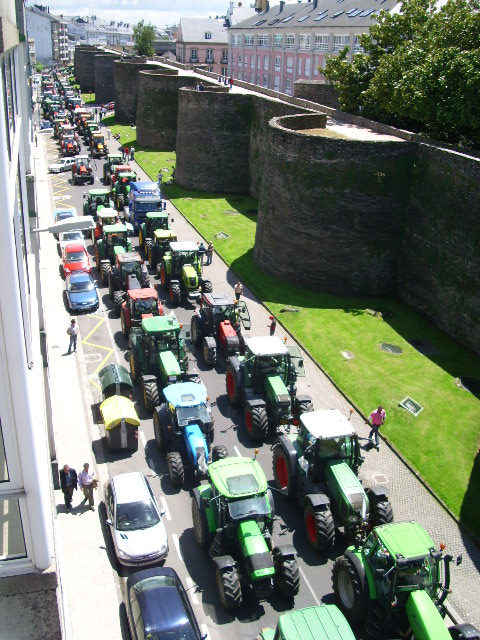
Протести фермерів на тракторах у 2009 році
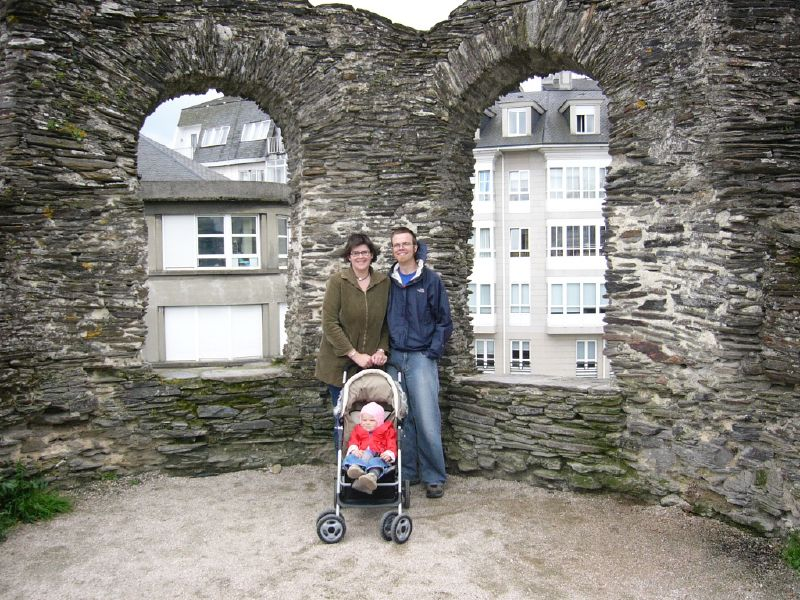
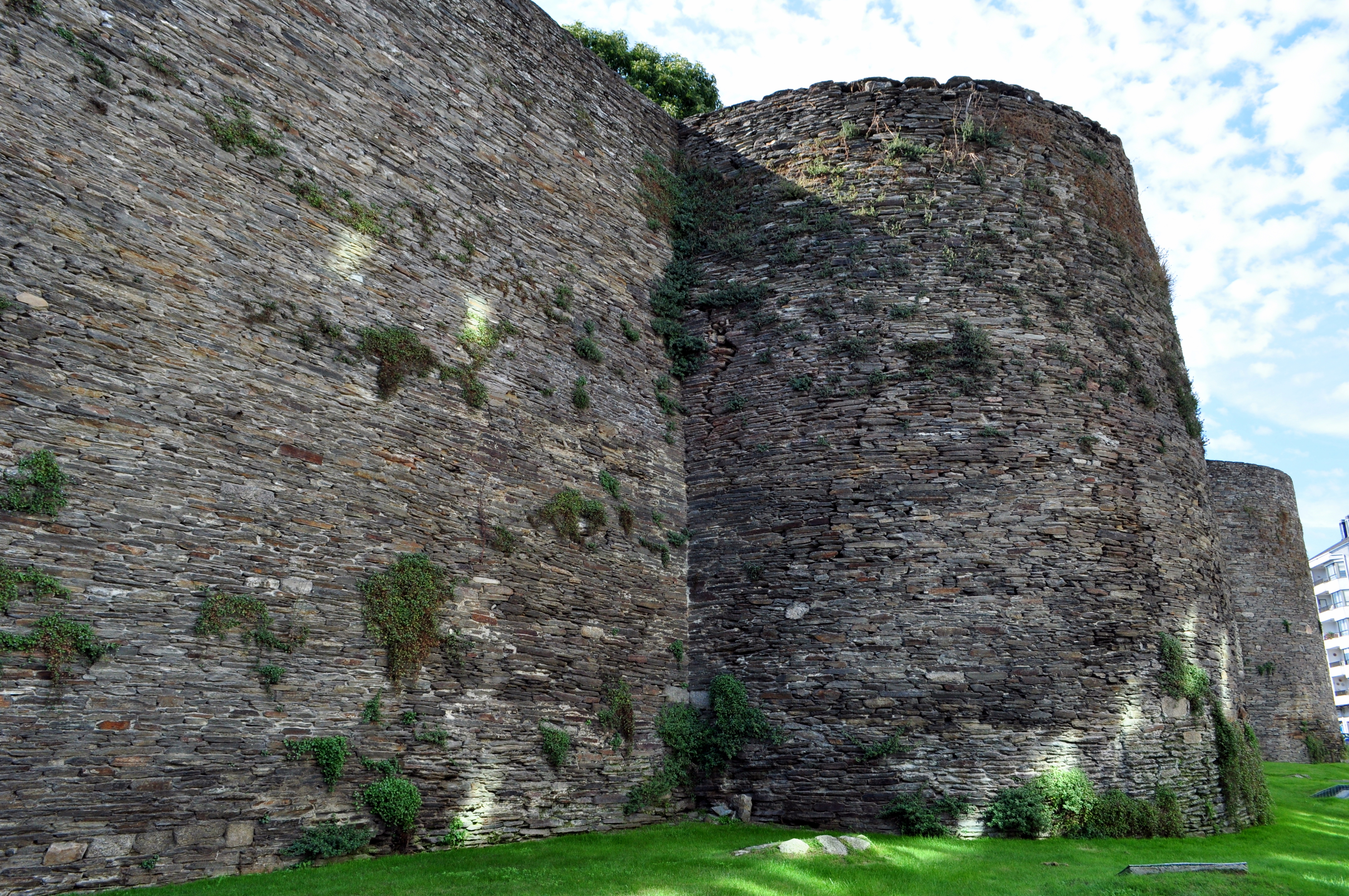